# Arthur James Richard Ash
Pour les articles homonymes, voir Ash.
Arthur James Richard Ash (30 septembre 1906-15 janvier 1988) est un homme politique canadien de la Colombie-Britannique. Il est député provincial libéral dans un gouvernement de coalition pour la circonscription de Saanich d'une élection partielle 1948 à 1952,,.

## Biographie
Né à Brandon au Manitoba, Ash étudie à Ottawa. En 1934, il sert comme lieutenant du Princess Louise Dragoon Guards (en) de la milice canadienne. Il siège comme échevin d'Ottawa de 1934 à 1942.
Servant durant la Seconde Guerre mondiale, il s'établit à Saanich en Colombie-Britannique au lendemain de la guerre en 1946.
Après son passage à l'Assemblée législative de la Colombie-Britannique, il sert deux mandats en tant que préfet de Saanich.
Ash meurt à Victoria en 1988 à l'âge de 81 ans.